# Philip Fruytiers

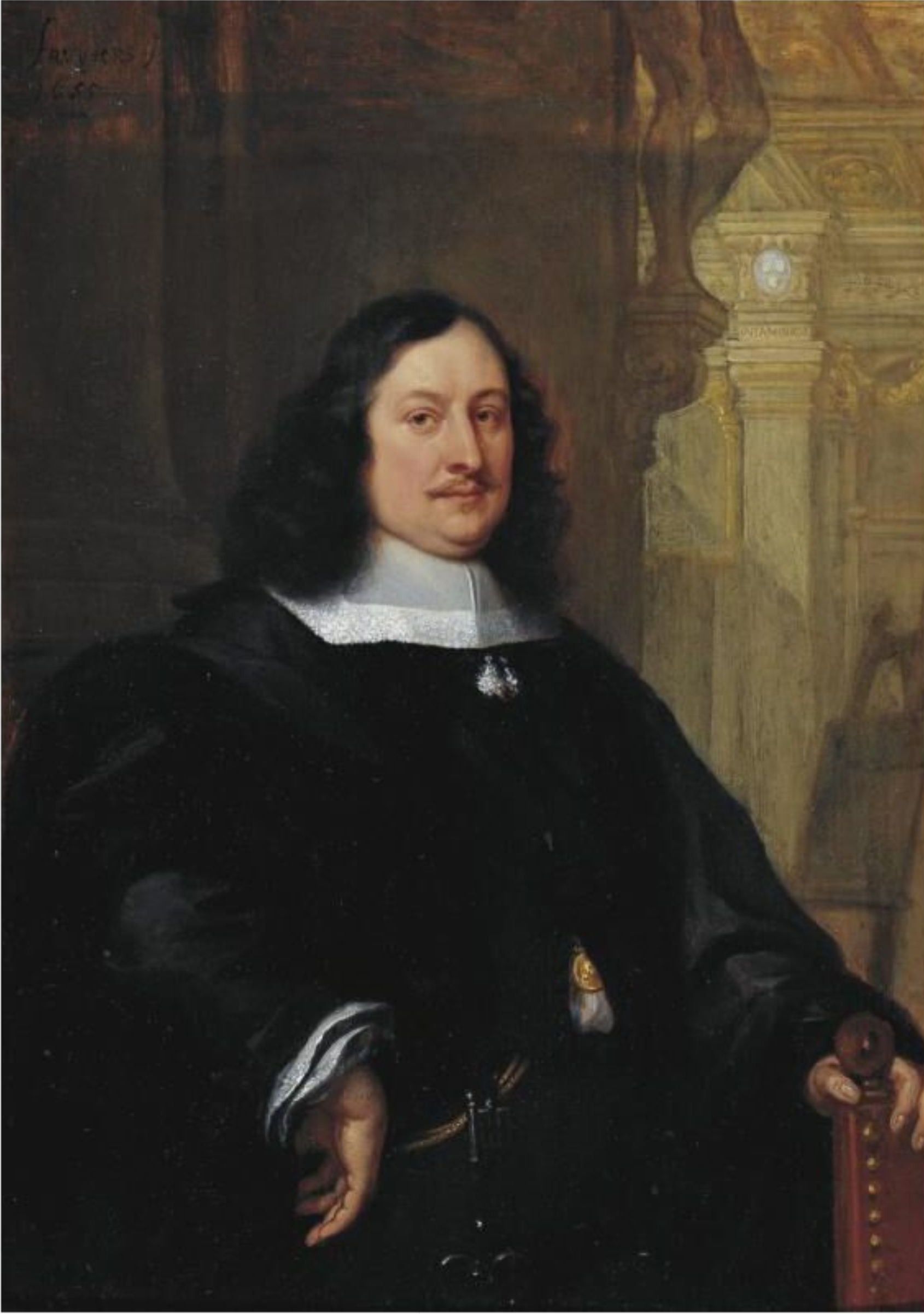
Portret van David Teniers de Jonge (1655)

Philip Fruytiers (ook: Fruijtiers en Fruitiers) (Antwerpen, 1610 – aldaar, 1666) was een Brabants kunstschilder en graveur uit de baroktijd.  Tot de jaren 1960 was hij vooral gekend om enkele miniatuurportretten in aquarel en gouache.  Sindsdien zijn verschillende grotere canvassen ondertekend met het monogram PHF aan hem toegeschreven hetgeen geleid heeft tot een vernieuwde waardering voor zijn bijdrage tot de Antwerpse barok.

## Levensloop
Hij was de zoon van Jan Fruytiers en Catharina Vervloet. Hij wordt vermeld als een leerling van het college van de jezuïeten in Antwerpen in 1627.  Er is geen informatie beschikbaar over zijn artistieke opleiding.  Hij werd meester van het Antwerpse Sint-Lucasgilde in 1631-1632.  Hij wordt beschreven in het register van het gilde als verlichter, schilder en graveur. Hij was tussen september 1630 en 18 oktober 1665 zeer actief in de Sodaliteit van de Bejaerde Jongmans, een door de jezuïeten opgerichte broederschap voor vrijgezellen.
Hij was de leermeester van Ambrosius Gast (II), Gualterus Gysaerts, Franciscus Fruytiers, Adrian Cockx (1649-50), Wauter Gyssels (1662-63) en Gregoris de Vos (1663-64).

## Werken
Philip Fruytiers was tot het midden van de 20ste eeuw vooral gekend als miniatuurschilder en portrettist die in aquarel en gouache werkte. De bekendste miniatuur, De vier kinderen van Rubens en Helène Fourment met twee bedienden (1638, Windsor Castle, Berks, Royal Collection) is waarschijnlijk het portret dat genoemd wordt in de inventaris van de nalatenschap van Rubens in 1641 waarop de kosten van de kader en glas nog verschuldigd waren.  Het beeld van Philip Fruytiers als een miniaturist en aquarellist was enerzijds gebaseerd op de beschrijvingen in de vroege biografische werken van Cornelis de Bie en Arnold Houbraken.

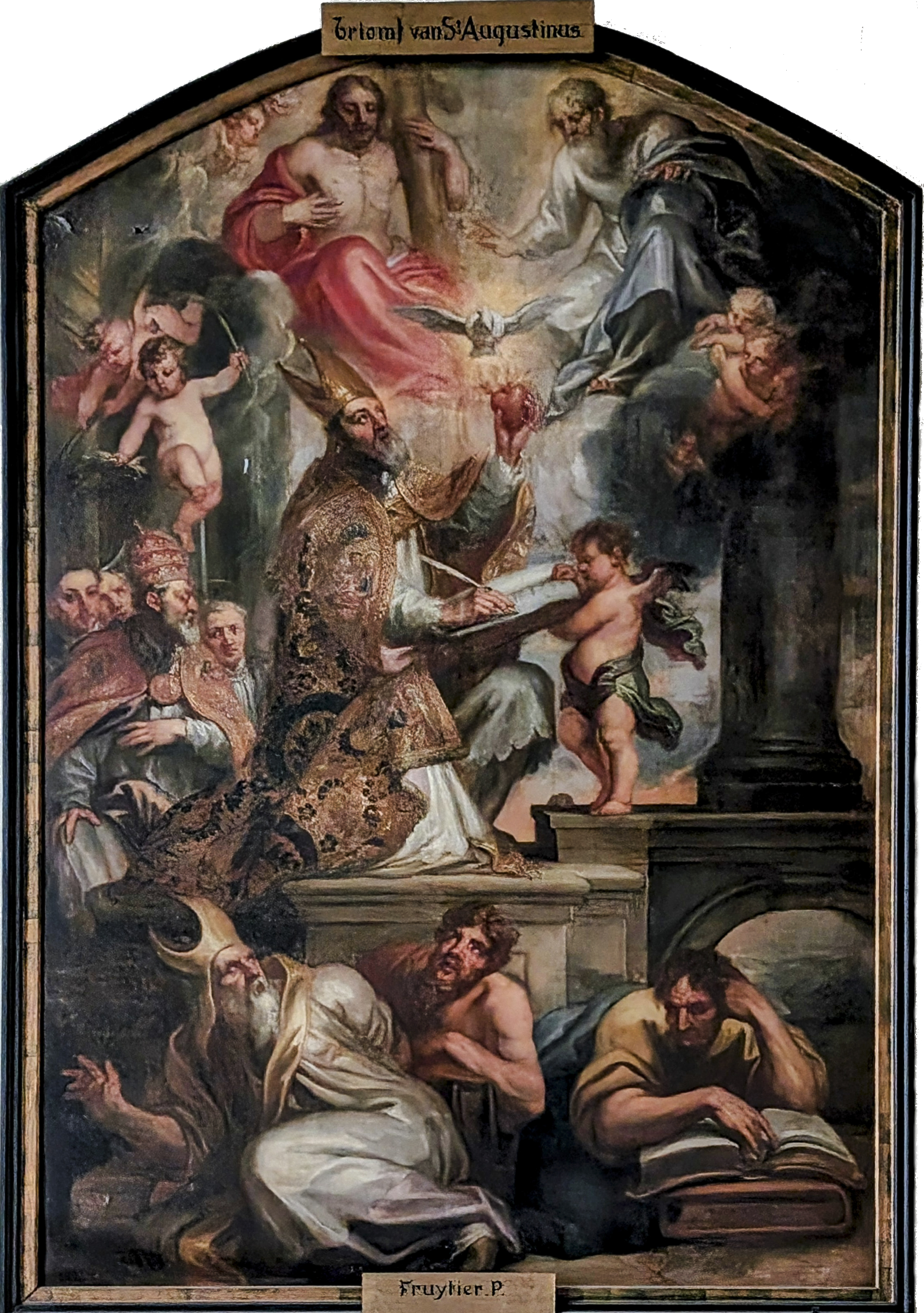
Triomf van St. Augustinus in de Onze-Lieve-Vrouw-Tenhemelopnemingskerk (Gistel)

Hoewel Cornelis de Bie er op wees dat Fruytiers ook altaarstukken schilderde, waren er tot de jaren 1960 enkel werken op papier of perkament aan hem toegeschreven zodat de gevestigde opvatting over de aard van zijn werk niet aangevochten werd.  In de jaren 1960 moest deze opvatting herzien worden, toen drie grote grote schilderijen van heiligen met het monogram ‘PHF’ gedateerd 1652 (Koninklijk Museum voor Schone Kunsten Antwerpen), die eerder waren toegeschreven aan een hypothetische schilder PH Franck, geïdentificeerd werden als zijnde van de hand van Fruytiers. Dezelfde signatuur werd daarna gevonden op een andere altaarstuk (c. 1659) in de parochiekerk in Zundert, Noord-Brabant. Dit leidde tot de toeschrijving aan Fruytiers van andere schilderijen in musea in Brussel, Antwerpen en Madrid, en in de parochiekerk van Gistel, West-Vlaanderen. Tekeningen voor altaarstukken worden bewaard in Antwerpen (Stedelijk Prentenkabinet), New Haven (Yale University Art Gallery) en Berlijn (Kupferstichkabinet).

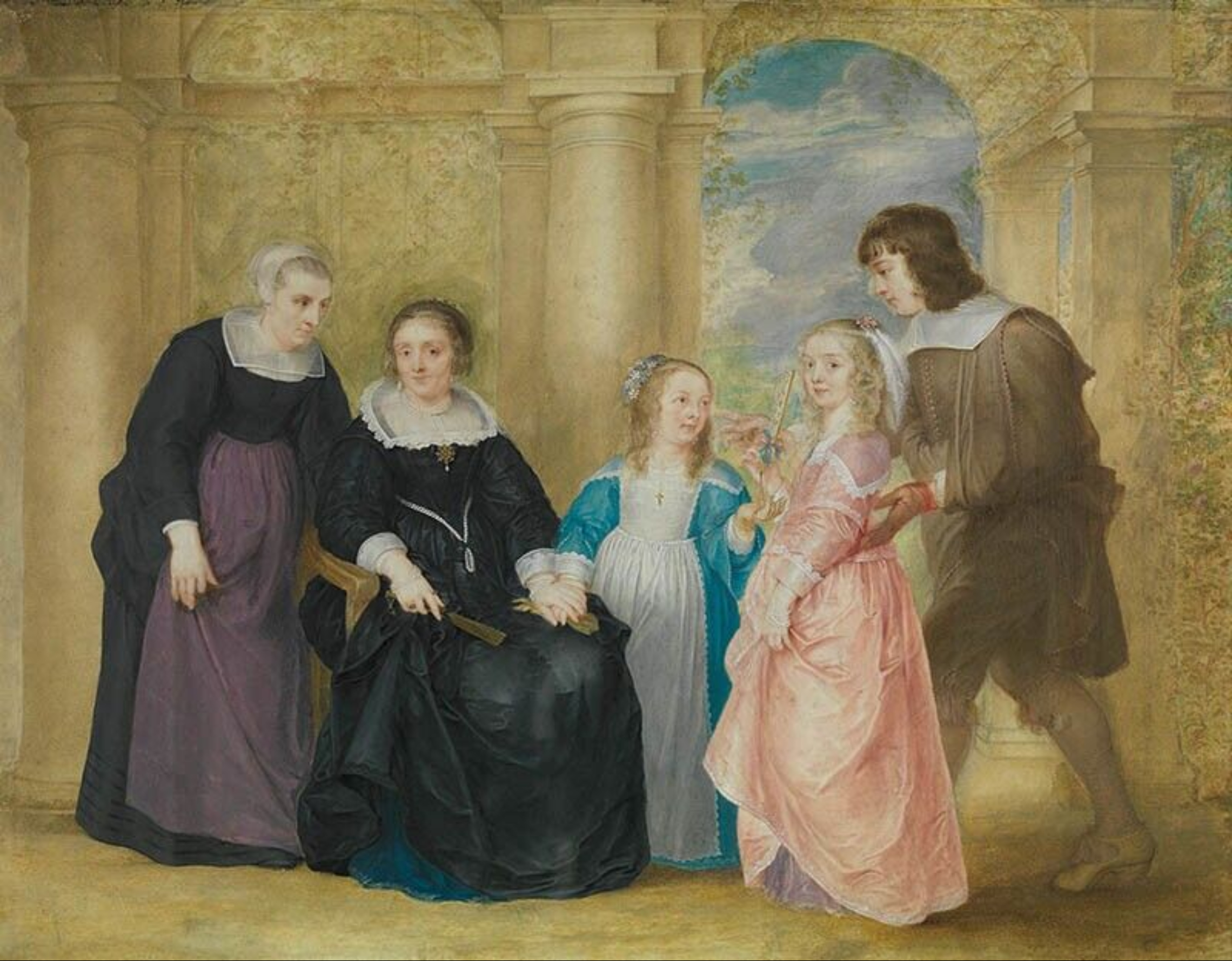
Familieportret

Fruytiers schilderde ook grootschalige portretten zoals dat van David Teniers de Jonge en van de Drie kinderen van Rubens (circa 1639; ex-Koetser Gallery, Londen, 1975). Een expressieve portrettekening van Joannes Tollenaere (na 1643; New York, Pierpont Morgan Library) is een voorstudie voor een gravure.
Fruytiers was actief als etser en zijn geëtste portretten van de capucijn Innocentius de Caltagirone en van de wiskundige en astronoom Govaert Wendelen behoren tot de beste Vlaamse portretetsen van de 17e eeuw. Fruytiers maakte ook ontwerpen voor de prenten van devotionele boeken en voor andere religieuze prenten van Cornelis Galle II, Conraad Lauwers en andere Antwerpse graveurs.  
Fruytiers' stijl staat veel dichter bij de verfijning en de fijnheid van Anthony van Dyck dan de meer monumentale kunst van Rubens.